# Бреннанд, Франсиску
 Франсиско де Паула Коимбра де Алмейда Бреннанд  (Francisco de Paula Coimbra de Almeida Brennand-pt.; Ресифи, 11 июня 1927 - Ресифи, 19 декабря 2019). Франсиско Бреннанд был известным и признанным художником в Бразилии и за рубежом. Одна из его самых известных работ - Bacardi Export Ceramic Wall в Майами.

## Биография
История семьи Бреннанд в Бразилии начинается в 1820 году, когда Эдвард Бреннанд, родом из Манчестера (Англия) устроился на работу в английскую компанию, которая строила на северо-востоке страны железнодорожные пути.  Эдвард поселился в г. Масейо (штат Алагоас), где женился на Франциске де Паула Моура. В 1917 году правнук Эдварда – Рикардо де Алмейды Бреннанд создает первый керамический завод в семье - São João Ceramics - на землях бывшего Энженью – фабрики по переработке сахарного тростника (Engenho São João da Várzea) в Ресифи(штат Пернамбуко), унаследованном от двоюродного брата его матери (D. Maria da Conceição do Rego Barros Lacerda). Праправнук - Франсиско Бреннанд, сын Рикардо и Олимпии Падилья Нунес Коимбра, уже родился на землях бывшего Engenho São João da Várzea. 
Талант Бреннанда проявился ещё в школе, когда он рисовал карикатуры учителей и коллег. В старших классах, узнав о творчестве скульптора Абелардо да Гора, Франсиско Бреннанд появляет интерес к рисованию и литературе. Он обучался у художников родного штата Пернамбуку, в частности у мастера фрески Мурило Ла Грека и ландшафтного дизайнера Альваро Аморимом. В 20 лет Бреннанд принял участие в 6-м художественном салоне Государственного художественного музея Пернамбуку, где он получил первый приз за живопись под названием «Второе видение Святой Земли», с пейзажем, идеализированным из прогулок в поместье Энженью-Сан-Жуан, принадлежащего его отцу. В следующем году он снова принял участие в Художественном салоне Пернамбуку, отправив пять картин, одновременно получив первый приз за работу «Братство в молитве» и почетное упоминание за «Автопортрет как кардинальный инквизитор», вдохновленный портретом «Кардинальный инквизитор» худохника Эль Греко.  В этот же период знакомится с Деборой де Мора Васконселос, его будущей женой. Первоначально Франциско считал, что керамика - это второстепенное, утилитарное искусство, поэтому он посвятил себя в основном масляной живописи. Однако по прибытии во Францию в 1948 году он наткнулся на выставку керамики  Пикассо. Бреннанд жил в Париже, посетил другие европейские страны для изучения живописи и керамики, много времени проводил в  галереях и музеях. Он познакомился с современными художниками, такими как Фернан Леже, посещал уроки живописи Андре Лот.
После своего первого периода в Европе (1948–1951) Бреннанд возвращается в Бразилию, думает о преобразовании здания и территории сахарной фабрики в гончарно-керамическую, но уже в 1952 году решает углубить свои знания в области гончарного мастерства, уехав на стажировку на фабрике майолики в городе Дерута, в провинции Перуджа (Италия). На этом этапе Бреннанд начинает свои эксперименты с изготовлением керамических эмалей и последующего обжига изделия при различных температурах. На каждую часть изделия наносился различный слой эмали, что давало на поверхности широкий спектр цветов и текстур. После этого он вплотную занимается воплощением своей мечты на базе отцовской фабрики, окруженной обширными землями с остатками тропического леса и водоемами. И керамические плитки для строительства и его оригинальные скульптуры находили большой спрос. Скульптуры изображали плоды, растения, странных животных, части человеческого тела.
В его студии, расположенной на территории бывшего Энженью (позднее Мастерская керамики Франсиску Бреннанда, в живописном районе Варзеа (Ресифи), выставлены, как в музее, его многочисленные работы. Часть работ - под открытым небом - выставлены в большом центральном парке, по которому гуляют многочисленные туристы.

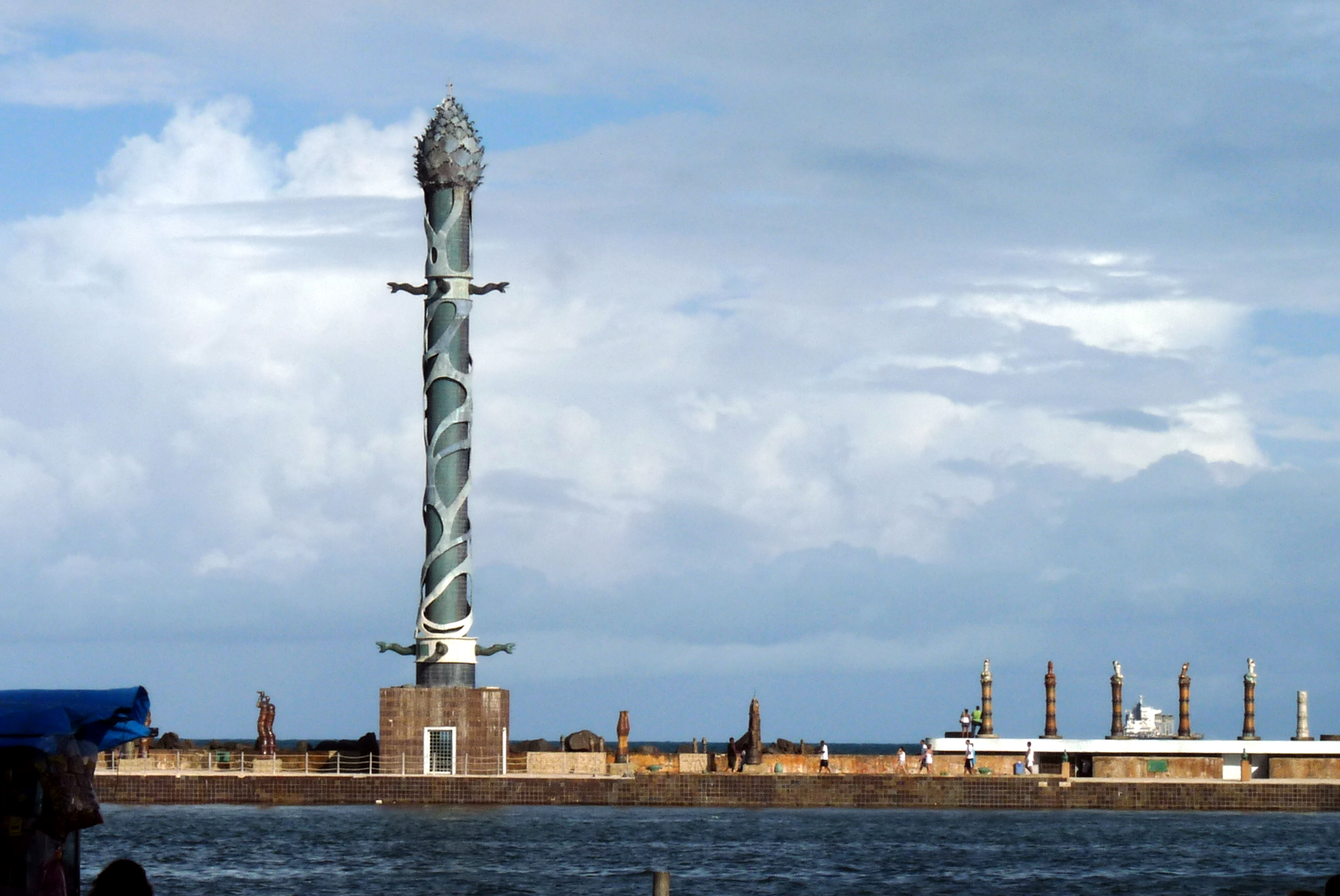

Более 90 его работ, включая 32-метровую "Хрустальную" башню, можно увидеть в Parque das Esculturas Francisco Brennand (Парк скульптур), расположенном в портовом районе - Ресифи Антиго. Город ввел в эксплуатацию этот парк в 2000 году в честь 500-летия прибытия европейцев в Бразилию.

## Смерть
Он умер 19 декабря 2019 года от респираторной инфекции в Королевской Португальской благотворительной больнице (RHP) в Ресифи.  Художник проходил курс лечения от пневмонии. Тело было кремировано на кладбище Морада да Пас в Паулисте / PE.